# كوبان، غواتيمالا
كوبان، غواتيمالا (بالإنجليزية: Cobán)‏ هي، تتبع إدارة ألتا فيراباز، بلغ عدد سكانها 250675 نسمة، في 2014، تبلغ مساحتها 2132 كيلومتر مربع، رمزها البريدي هو 16001.

## الموقع
تشترك في الحدود مع:
- Ixcán [الإنجليزية]‏
- Santa Cruz Verapaz [الإنجليزية]‏
- Chisec [الإنجليزية]‏
- تكتيك (غواتيملا).

## مدن توأم
المدن التوأم:
- برمنغهام، ألاباما.